# Музей человека (Париж)

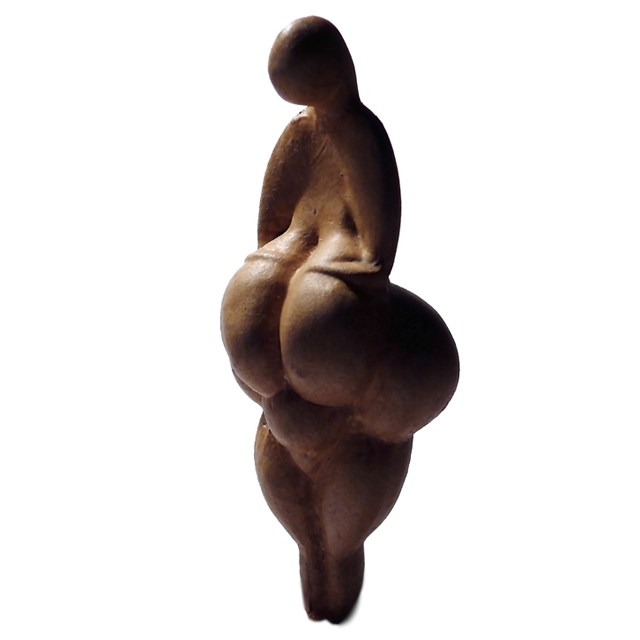
Доисторическая «Венера из Леспюга»

Музей человека (фр. Musée de l'Homme) — антропологический филиал Парижского музея естествознания. Расположен в XVI округе Парижа, в южном павильоне дворца Шайо.

## История музея
Музей был основан в 1937 году Полем Риве в связи с проведением предвоенной всемирной выставки. Его предшественником был Этнографический музей Трокадеро (Musée d'Éthnographie du Trocadéro), открытый в 1878 году. Унаследовал коллекции существовавших во Франции с XVI века «кабинетов редкостей», а также Королевского кабинета (Cabinet Royal). Позднее собрание музея постоянно пополнялось.
Во время Второй мировой войны сотрудники музея Борис Вильде и Анатолий Левицкий организовали так называемую «сеть Музея человека» — одну из первых ячеек движения Сопротивления.
Этнографическая коллекция музея с 2006 года находится в Музее на набережной Бранли.
В 2009—2015 годах в рамках программы обновления Музея естествознания Музей человека был закрыт на реконструкцию. 15 октября 2015 года прошла торжественная инаугурация музея президентом Франции Франсуа Олландом, и с 17 октября музей снова открыт для посещения.

## Содержание
Постоянная экспозиция музея рассказывает об эволюции человека, содержит огромное количество экспонатов и материалов об антропологии, этнографии, истории возникновения культуры, религии, одомашнивании животных и растений. Есть множество интерактивных экспонатов для лучшего восприятия информации. Большое внимание уделяется этномузыке и лингвистике, фонотека музея содержит ценнейшую аудиоколлекцию.
При музее существует Общество любителей Музея человека (SAMH).
Помимо постоянной и переменных экспозиций, в музее расположены: Центр ресурсов имени Жермен Тийон, исследовательская библиотека имени Ивон Оддон.

## Практическая информация
- Адрес: Palais de Chaillot, 17, place du Trocadéro, 75116 Paris, метро Trocadero

## В кинематографе
- Человек из Рио (1964) — режиссёр Филипп де Брока.